# Kurt von Boeckmann
Kurt von Boeckmann (auch: Kurt von Böckmann, Kurt Boeckmann; * 22. Juli 1885 in Neapel; † 5. Januar 1950 in München) war ein deutscher Rundfunkpionier, Intendant des ersten Radiosenders in München Deutsche Stunde in Bayern und des nationalsozialistischen Auslandsrundfunks Deutscher Kurzwellensender.

## Leben
Seine Eltern waren der Kaufmann Waldemar von Boeckmann und Klara Wiehler. Boeckmann besuchte das Gymnasium in Frankfurt am Main, studierte Jura in Bonn, Heidelberg und Freiburg. Am Ersten Weltkrieg nahm er als Oberleutnant der Reserve teil. Nach dem Krieg unternahm er Auslandsreisen und betrieb kulturhistorische Forschungen, die ihm 1920 den Posten als Direktor des Forschungsinstituts für Kulturmorphologie (heute Frobenius-Institut) in München einbrachten.
Der Hörfunk in Bayern startete am 30. März 1924 mit der Deutschen Stunde in Bayern – Gesellschaft für drahtlose Belehrung und Unterhaltung mbH. Von Boeckmann stieß als wissenschaftlicher Mitarbeiter dazu, wurde am 1. April 1926 Direktor und ein Jahr später erster Intendant. Er behielt diesen Posten auch nachdem die Deutsche Stunde zum 1. Januar 1931 in die Bayerische Rundfunk GmbH überführt wurde. In dieser Position legte er Wert auf Unabhängigkeit des Senders von den anderen Landessendern der Weimarer Republik und dem Deutschlandsender. Unter anderem untersagte er dem Berliner Funk-Express, Bilanzen der BR GmbH abzudrucken.
Boeckmann trat zum 1. April 1933 in die NSDAP ein (Mitgliedsnummer 1.508.998). Zum selben Datum ersetzte ihn Richard Kolb als Intendant in München. Zum 15. April 1933 holte NS-Propagandaminister Joseph Goebbels von Boeckmann nach Berlin, wo er als Intendant des Deutschen Kurzwellensenders den Auslandsrundfunk aufbaute. Er leitete in dieser Funktion auch die Auslandsabteilung in der Reichssendeleitung und vertrat Deutschland in der Führungsspitze des Weltrundfunkvereins. Von Boeckmann gehörte zu den Unterzeichnern eines von Goebbels vorbereiteten Rundfunkkooperationsvertrags mit Polen am 13. Oktober 1934.
Im Handbuch des deutschen Rundfunks „Rundfunk im Aufbruch“ (Vorwort: Goebbels) beschrieb von Boeckmann 1934 die Funktion des Kurzwellensenders als Instrument zur „Aufklärung über das neue Deutschland, Festigung der Heimatverbundenheit unserer Auslandsdeutschen“. Am 15. November 1935 wurde er zum Mitglied des Reichskultursenats ernannt.
Mit dem Beginn des Zweiten Weltkriegs wurde die Abteilung für den Auslandsrundfunk innerhalb der dem Propagandaministerium unterstellten Reichs-Rundfunk-Gesellschaft aufgewertet. Nach Aussagen seiner Frau bat Kurt von Boeckmann Goebbels Ende 1939 um seine Entlassung. Dieser lehnte ab. Von Boeckmann zog sich sodann „aus Krankheitsgründen“ von der Intendanz des Kurzwellensenders in seine bayerische Heimat zurück. Sein Nachfolger wurde vorläufig Adolf Raskin, vormals erster Intendant des Reichssenders Saarbrücken. Von Boeckmann taucht in den Unterlagen 1940, 1942 und 1943 wieder als Intendant der Kurzwelle auf, wurde aber vermutlich dabei vertreten durch Horst Cleinow und kam nie wieder in den KWS nach Berlin. Es gibt Hinweise, dass er mit Widerstandskreisen in Verbindung stand, unter anderem mit dem von den Nazis 1945 hingerichteten Leipziger Oberbürgermeister Carl Friedrich Goerdeler. Auch Angeboten aus Rundfunkkreisen (Glasmeier, Winkelnkemper), Generaldirektor des Weltrundfunkvereins UIR zu werden, dessen Vizepräsident er bis 1938 gewesen war, verweigerte er sich.
Kurt von Boeckmann war verheiratet mit der Rundfunkjournalistin Ewis Engl, die bei der Deutschen Stunde in Bayern den Bereich Frauen-, Kinder- und Jugend-Funk leitete. Er starb am 5. Januar 1950 nach einem Aufenthalt in einem Lindauer Krankenhaus in München.

## Schriften
- Kurt von Boeckmann: Vom Kulturreich des Meeres in: Dokumente zur Kulturphysiognomik. = Jahresreihe des Volksverbandes der Bücherfreunde. 5, 4, Wegweiser-Verlag, Berlin 1924. (ZDB-ID 1003715-9)